# توماس ميتشيل
السير توماس ليفينغستون ميتشيل (وُلد في 15 يونيو من عام 1792 – تُوفي في 5 أكتوبر من عام 1855)، كان مساحًا للأرضي ومستكشفًا في جنوب شرق أستراليا. وُلد ميتشيل في مدينة غرانغماوث الواقعة في مقاطعة ستيرلينغشاير الأسكتلندية. تولى ميتشيل منصب مساعد مساح للأراضي في نيوساوث ويلز ابتداءً من عام 1827، ليصبح مساحًا عامًا للأراضي في العام التالي، وهو منصب شغله حتى وفاته. مُنح ميتشيل لقب فارس في عام 1839 عن مساهمته في مسح الأراضي في أستراليا.

## نشأته
وُلد ميتيشل في اسكتلندا في 15 يونيو من عام 1792، وكان ابن جون ميتشيل الذي عمل في شركة كارون. نشأ ميتشيل على يد خاله توماس ليفينغستون الذي تعود جذوره إلى مدينة باركهال في مقاطعة ستيرلينغشاير.

## حرب الاستقلال الإسبانية
التحق ميتشيل بالجيش البريطاني في البرتغال بصفته متطوعًا خلال حرب الاستقلال الإسبانية، وذلك عندما كان في السادسة عشرة من عمره بعد وفاة خاله. تلقى ميشتيل تكليفه الأول برتبة الملازم الثاني في الكتيبة 95 ضمن اللواء الأول (لاحقًا سرية البندقية/ السترات الخضراء الملكية) في 24 يونيو من عام 1811. استفاد ميتشيل من مهارته الرائعة في الرسم الهندسي، إذ عمل في قسم التموين العام من حين لآخر تحت قيادة السير جورج موراي. شهد ميشتيل اقتحام كل من حصن ثيوداد ورودريجو وبطليوس وسان سيباستيان، فضلًا عن معركتي شلمنقة والبرانس. ولذلك، حصل ميتشيل على وسام الخدمة العسكرية العامة، الذي زُيّن بشريط لكل حدث من تلك الأحداث.
أُرسل ميتشيل بعد انتهاء الحرب للعيش في إسبانيا والبرتغال لمدة أربع سنوات، وذلك بغية إكمال الرسومات التخطيطية لساحات القتال الموجودة في المستودع العسكري. اشتملت مهامه أيضًا على إجراء العديد من الاستطلاعات الهامة الأخرى، كتلك التي لم يكن من الممكن إجراءها خلال سير العمليات في الميدان. تزوج ميتشيل من ماري بلانت (ابنة الجنرال ريتشارد بلانت) عندما كان في هذه المهمة، وذلك في 10 يونيو من عام 1818 في مدينة لشبونة، ثم حصل على ترقية وانتقل للعمل في شركة تابعة للفوج 54. 
عاد ميتشيل إلى بريطانيا في صيف عام 1819 مكرسًا جل وقته لإنهاء رسومه، لكنه اضطر إلى التوقف عن عمله بسبب توقف المخصصات الحكومية. أسفرت التخفيضات في المؤسسة العسكرية التي تلت انسحاب جيش الاحتلال من فرنسا عن تخفيض أجر ميتشيل إلى النصف. لم ينهي ميتشيل عمله إلا بعد مكوثه في لندن بين عامي 1838 و1840. نشر الجغرافي اللندني جيمس وايلد رسومات ميتشيل النهائية في عام 1841 ومنحها عنوان أطلس حول المعارك الرئيسية والحصار والشؤون المتعلقة بالحرب الأهلية الإسبانية. اعتُبرت هذه الرسومات عالية الجودة بمثابة المصدر الرئيسي لخرائط الحرب الطبوغرافية.

## نيوساوث ويلز
أصبح ميتشيل مساعدًا لمساح الأراضي العام في نيوساوث ويلز في عام 1827 بدعم من السير جورج موراي، واكتسب بذلك الحق في خلافة جون أوكسلي. تُوفي أوكسلي في العام التالي ليصبح ميتشيل مساح أراضي عام في 27 مايو من عام 1828. أنجز ميتشيل الكثير خلال توليه لهذا المنصب، وذلك بغية تحسين جودة ودقة المسح، وهي مهمة حيوية ضمن مستعمرة تُتاح فيها مساحات شاسعة من الأراضي بغرض بيعها للمستوطنين الجدد. اعتُبر طريق الشمال العظيم واحدًا من أول الطرق التي مُسحت تحت قيادة ميتشيل، وهو الطريق الذي بناه العمال المحكوم عليهم بين عامي 1826 و1836 بهدف ربط مدينة سيدني بمنطقة هانتر. ربط الطريق الجنوبي العظيم الذي بناه المحكوم عليهم أيضًا (والذي حل طريق هيوم السريع مكانه في يومنا هذا) بين سيدني وغولبرن. احتفظ ميتشيل بسجل بخصوص «التقدم المُحرز في الطرق والأشغال العامة في نيوساوث ويلز حتى عام 1855»، إذ تضمن هذا السجل رسومات تخطيطية وخطط لكل من سيدني وإيمو بلاينز والجبال الزرقاء وممر فيكتوريا والطرق المؤدية إلى باثورست ووايزمان فيري والأستراليين الأصليين.

## مناصب
تولى منصب عضو المجلس التشريعي نيو ساوث ويلز.

## التعليم
تعلم في جامعة إدنبرة.

## الخدمة العسكرية
خدم في الجيش البريطاني.

## روابط خارجية
- توماس ميتشيل على موقع الموسوعة البريطانية (الإنجليزية)